# Carla Ribeiro
Carla Ribeiro Testa (Brasília, 8 de julho de 1970) Seu nome de nascimento é Carla Ribeiro de Oliveira, depois de casada alterou o nome. Filha de Natalina Vitória do Lago Ribeiro e de Luiz Paulo de Oliveira, Carla nasceu em Brasília, Distrito Federal e tem outros quatro irmãos: Paulo Bruno Ribeiro de Oliveira, Tânia Ribeiro de Oliveira, Paulo Vinícius Ribeiro de Oliveira e Luiz Henrique Ribeiro de Oliveira. Além de três outros irmãos paternos: Paulo Luiz Gama de Oliveira, Ana Cristina Gama de Oliveira (falecida) e Paula Candellero de Oliveira.
Carla é uma lutadora brasileira multicampeã das artes marciais. É também atriz, advogada, pós-graduada em Direito Público, apresentadora, mestre em Sociologia Política (UNB), Coaching de Alta Performance pela Sociedade Brasileira de Coaching e Practioner em PNL. 
Atua no Terceiro Setor desde 2003 quando idealizou e presidiu o Instituto que leva o seu nome e desenvolve o Projeto FORMANDO CAMPEÕES, que já foi semi-finalista no Prêmio UNICEF e já atendeu mais de 2000 famílias no Distrito Federal com várias atividades culturais, esportivas, atendimentos sociais e psicológicos. Atualmente, Carla desenvolve um projeto de motivação pessoal, atende como Coach de Alta Performance e ministra palestras de Desenvolvimento Pessoal. Além disso, vem se empenhando em melhorar a condição do esporte no Brasil.
Carla atuou como pesquisadora no IBCT para formulação de propostas para o desenvolvimento do esporte (Brasília 2060) e participou de grupos de trabalho para elaboração de plano de governo na área do esporte e em políticas para as mulheres.
Em 2010, escreveu o livro POBREZA POLÍTICA E DOMINAÇÃO: o caso do caratê brasileiro, Pela Editora Liber Livros. Fruto de sua dissertação de mestrado que teve como orientador o Professor e Pós-doutor Pedro Demo/UNB.

## Carreira
Carla começou sua história de artista marcial através da capoeira, em 1981. Dois anos depois, já venceu seu primeiro torneio, em Brasília. Em 1985, passou a treinar caratê,  que logo o adotou como seu esporte preferido, a convite do Prof. Antônio Testa, com quem veio a se casar, anos depois. A partir daí, obteve enorme quantidade de títulos, tornando-se a mulher brasileira mais vencedora em artes marciais. Sagrou-se campeã mundial em três entidades internacionais de caratê (WKO, WKF e Naska). Em 1991, transferindo-se para o Kickboxing, sagrou-se também campeã mundial nessa modalidade.
Além de numerosas vitórias nos torneios (foram quinze títulos mundiais em caratê), foi também agraciada com honras governamentais e de associações esportivas, tais como o de Medalha Brasília 60 anos, que homenageou as personalidades dos 60 anos de história de Brasília (2022), Cidadão Benemérito de Brasília (2018), Medalha do Mérito da Alvorada, Medalha de Oficial da Ordem do GDF (1999), Cavaleiro da Ordem do Mérito de Brasília (1993), Ordem Cristã Quadrangular, Troféu Superação (Correio Braziliense), Recordista do GUINNESS BOOK 98, Título Mulher de Vanguarda Brasília (Câmara do Comércio e Associação Mulheres de Negócio DF), Destaque Esportivo (Associação Comercial do DF), Placa Simplesmente Mulher (Biblioteca Pública Machado de Assis - Academia Taguatinguense de Letras), Placa Mérito Desportivo Internacional (Biblioteca Demonstrativa de Brasília / 1994)  e o Troféu ABCD de Melhor Desportista e Personalidade Esportiva do Ano nos anos de 1991, 1992 e 1993. Em 2004, foi nomeada pelo Ministro do Esporte Agnelo Queiroz para integrar a Comissão Nacional de Atletas.
Sua primeira classificação em mundiais foi na THE FIRST FUKUOKA WORLD CUP, realizado em 1990 em Fukuoka, Japão, quando conquistou a quarta colocação em equipe junto com a carioca Maria Cecília de Almeida (Ciça Maia) e a mineira Simone Nicola. No ano seguinte, essa mesma equipe ganhou a melhor classificação até então conquista por uma equipe de caratê no Brasil, o vice-campeonato mundial no THE SECOND FUKUOKA WORLD CUP, cujo técnico foi o Prof.Antônio Flávio Testa. Essa conquista inédita no país foi pela maior organização mundial de caratê, a WORLD KARATE FEDERATION (WKF), que anteriormente era denominada WORLD UNION OF KARATE ORGANIZATION (WUKO). 
Por essa organização, que no Brasil é gerida pela Confederação Brasileira de Karate (CBK), Carla Ribeiro, como é conhecida, conquistou títulos de campeã brasileira em 1989, 1990, 1992, 1993, 1994, os títulos de campeã Sul americana em 1990, 1991 e 1992, os títulos de Campeã Pan americana em 1991 e 1994.
Também conquistou a medalha de prata no GOODWILL GAMES, em Seattle (EUA), em 1990, na disputa de kumite em equipe junto com as atletas Ciça Maia e Simone Nicola.
A partir de 1991, Carla começou a competir no Kickboxing e conquistou o inédito título de Campeã Mundial de Kickboxing pela maior organização mundial da modalidade, vinculada ao COI, a WORLD ASSOCIATION OF KICKBOXING ORGANIZATION (WAKO). O Mundial aconteceu no CRISTAL PALACE, em Londres, 1991. A luta final dela foi contra a alemã Stiegler.
Depois de 1994, Carla Ribeiro que foi banida pela CBK por estar participando do circuito de competições de outras entidades internacionais, não pode mais competir pela Seleção Brasileira de Karate, da CBK.
Por essa razão, ela não foi convocada para participar da primeira disputa de JOGOS PAN AMERICANOS (COB), em que o caratê iria figurar. Apesar de ter impetrado um Mandado de Segurança contra o ato do presidente da entidade que a excluiu, não conseguiu participar do evento.
Pela WORLD KARATE ORGANIZATION (WKO), entidade que era presidida pelo carateca italiano Ennio Falsoni, que também fundou a World Association of Kickboxing Organization ( WAKO), Carla conquistou os títulos individuais de Tetracampeã Mundial no peso médio, por ter ganho em 1992, 1994, 1996, 1998. De Tricampeã Mundial no absoluto em 1992, 1994 e 1996. Bicampeã Mundial na categoria Tradicional em 1994 e 1996. Além disso, ela foi escolhida de More Valuable Competitor, Grand Champion em 1992, 1994 e 1996. Carla Ribeiro manteve-se invicta nas disputas individuais nos mundiais da WKO. Inclusive, no ano de 1996, fez 22 lutas, sem perder nenhuma delas: 21 vitórias e 1 empate.
Em dezembro de 1995, ela foi a Itália e conquistou a medalha de prata no Campeonato Europeu, no peso médio. 
Já no Kickboxing, ela conquistou ainda medalhas de bronze nos Mundiais de 1993 (Atlantic City/EUA), 1995 (Stuttgart/Alemanha), 1999 (Caorle/Itália), no semicontact.
Ainda no Kickboxing, conquistou o título de Campeã Pan americana em 1994 (MG) e Bicampeã Sul americana em 2001 e 2003 (São Paulo).
Pela organização americana NORTH AMERICAN SPORT KARATE ASSOCIATION, a NASKA, ela foi Campeã de luta na categoria >130lb em1998, e vice-campeã em 1996, na BATTLE OF ATLANTA. Além de ter conquistado as medalhas de bronze na categoria de MUSICAL FORMS em 1996 e 1998.

## Projeto Formando Campeões
Carla idealizou um projeto social cujo objetivo é formar cidadãos mais conscientes de seus direitos e deveres sociais. Nasceu assim o Formando Campeões com Carla Ribeiro, que, por meio de múltiplas atividades culturais, tem como missão "formar campeões na vida, pessoas comprometidas com um mundo melhor". O projeto, desenvolvido em parceria com a Caesb e com a Secretaria de Esporte e Lazer do Distrito Federal, oferece mais de duzentos jovens do Núcleo Rural Lago Oeste (Brasília): atividades físicas (caratê, futebol e ginástica olímpica); cursos profissionalizantes (Horticultura e Informática); leitura; reforço escolar e alimentar; além de várias palestras e eventos culturais.
O resultado extremamente positivo - 97% de aprovação escolar e 100% de superação do problema de evasão escolar - estimulou uma nova parceria, desta vez com a Federação Bandeirante, atendendo a duzentos jovens com caratê e diversas outras atividades culturais. Além de presidir o ISCR, Carla também é idealizadora do Congresso Online Nacional de Autoconhecimento para Alta Performance, um congresso totalmente online que reúne anualmente os especialistas de diversos segmentos. A atleta também foi colunista no Jornal de Brasília e apresentadora na TV Brasília, SBT Brasília e RecordTV Brasília dando dicas de saúde e sucesso pessoal.

## Comissão Nacional de Atletas
Desde 2004, Carla Ribeiro inclui o rol de atletas que compõem a Comissão Nacional de Atletas, órgão ligado ao Ministério do Esporte, que objetiva instruir e ajudar o Ministério nas ações de interesse do esporte nacional. Formada por atletas consagrados nas mais diversas modalidades, como a ex-jogadora Ana Moser, o judoca Aurélio Miguel e o iatista Lars Grael, a comissão aproveita a experiência e a credibilidade desses campeões para fazer propostas que visem a melhorar a política esportiva nacional.

## Principais conquistas
- Tetracampeã Mundial de Karatê - WKO.
- Campeã Mundial de Kickboxing - WAKO.
- Vice-Campeã Mundial de World Cup Karate - WKF - Japão/1991.
- Pentacampeã Pan-Americana de Karatê - WKF e WKO.
- Campeã Pan-Americana de Kickboxing - WAKO.
- Tricampeã Sul Americana de Karatê - CBK - WKF.
- Campeã da Battle of Atlanta - 130 lb - NASKA.
- Hexacampeã Brasileira - WKF.
- Hexacampeã Brasileira de Kickboxing - WAKO.
- Nomeada pelo Governo do Distrito Federal Cidadã Benemérita de Brasília.
- Ganhadora do Troféu ABCD como Melhor Desportista do Ano em 1991, 1992 e 1993.
- Detentora de dezesseis medalhas de ouro em campeonatos mundiais.
- Faixa Preta 5° Dan.
- Treze vezes campeã brasileira de caratê.
- Recordista do Guinness Book of Records 1998 - Livro dos Recordes.